# SL人吉
SL人吉（日语：／ SL Hitoyoshi）是运行在日本鹿儿岛本线熊本站至肥萨线人吉站之间的临时快速列车，由九州旅客铁道（JR九州）运营，使用蒸汽机车（SL）牵引。

## 沿革
1987年，JR九州开始着手复原静态保存在当时的人吉铁道纪念馆（位于人吉市的肥萨线矢岳站前）的国铁8620型蒸汽机车58654号，并于次年完工。1988年8月28日，复原的58654号回归载客运营，开始牵引熊本至宫地间的快速列车“SL阿苏男孩”号。由于58654号曾常年保存在人吉市，每年也曾多次牵引SL阿苏男孩的客车至人吉站，并使用“SL人吉号”的爱称。
2005年3月起，由于58654号在牵引SL阿苏男孩时多次发生故障，当年的蒸汽机车运营日期亦被大幅打乱。58654号无法运行时，便改由国铁DE10型内燃机车牵引SL阿苏男孩的客车，并改称“内燃阿苏男孩”号或“内燃人吉号”。至8月28日，58654号停止运行，而DE10型牵引的列车也在同年年内结束。2006年至2010年，SL阿苏男孩的路线事实上由“阿苏1962”号列车继承。
此后，58654号曾一度被认为无法修理，但最终在JR九州小仓工厂成功修复。在肥萨线全线开通（人吉至吉松段通车）100周年的2009年（平成21年），修复的58654号自4月25日起牵引更新的客车再度回归熊本至人吉区间的载客运行。列车爱称亦改为“SL人吉”，而省略了“号”字。

### 年表
- 1922年（大正11年） - 国铁8620型蒸汽机车58654号完工。
- 1988年（昭和63年）7月21日 - 58654号复原工程完工，从小仓工厂出厂。
  - 10月9日 - “SL人吉号”开始运行。
- 2005年（平成17年）8月21日 - “SL人吉号”运行结束。
  - 11月13日 - “内燃人吉号”运行结束。
- 2009年（平成21年）4月25日 - 58654号修复，客车更新工程完工。SL人吉开始运行。
  - 6月22日、6月29日 - 运行了“熊本县民号”列车，指定券仅在熊本县内发售。
- 2010年（平成22年）9月4日 - 配合当时NHK数字卫星高清频道的特别节目“前进，BS数字电视号！~蓝色列车 环九州旅程~”，运行了临时列车“BS数字电视号”。熊本至人吉区间由58654号机车牵引，客车则使用3节国铁14系卧铺车。
- 2012年（平成24年）12月22日 - 2013年（平成25年）1月6日 - 按SL人吉的时刻，由DE10型内燃机车牵引SL人吉的客车运行了“快速人吉”号列车[1]。
- 2016年（平成28年）4月15日 - 因熊本地区发生地震而停运[2]。
  - 4月29日 - 恢复运行[2]。
- 2018年（平成30年）7月6日 - 因西日本地区暴雨而停运。

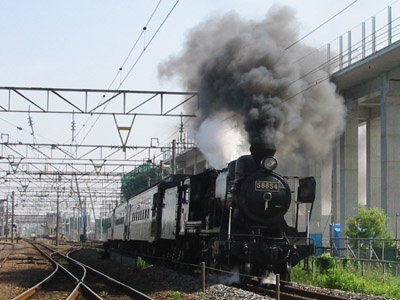
SL人吉通过宇土站 （摄于2003年5月10日）
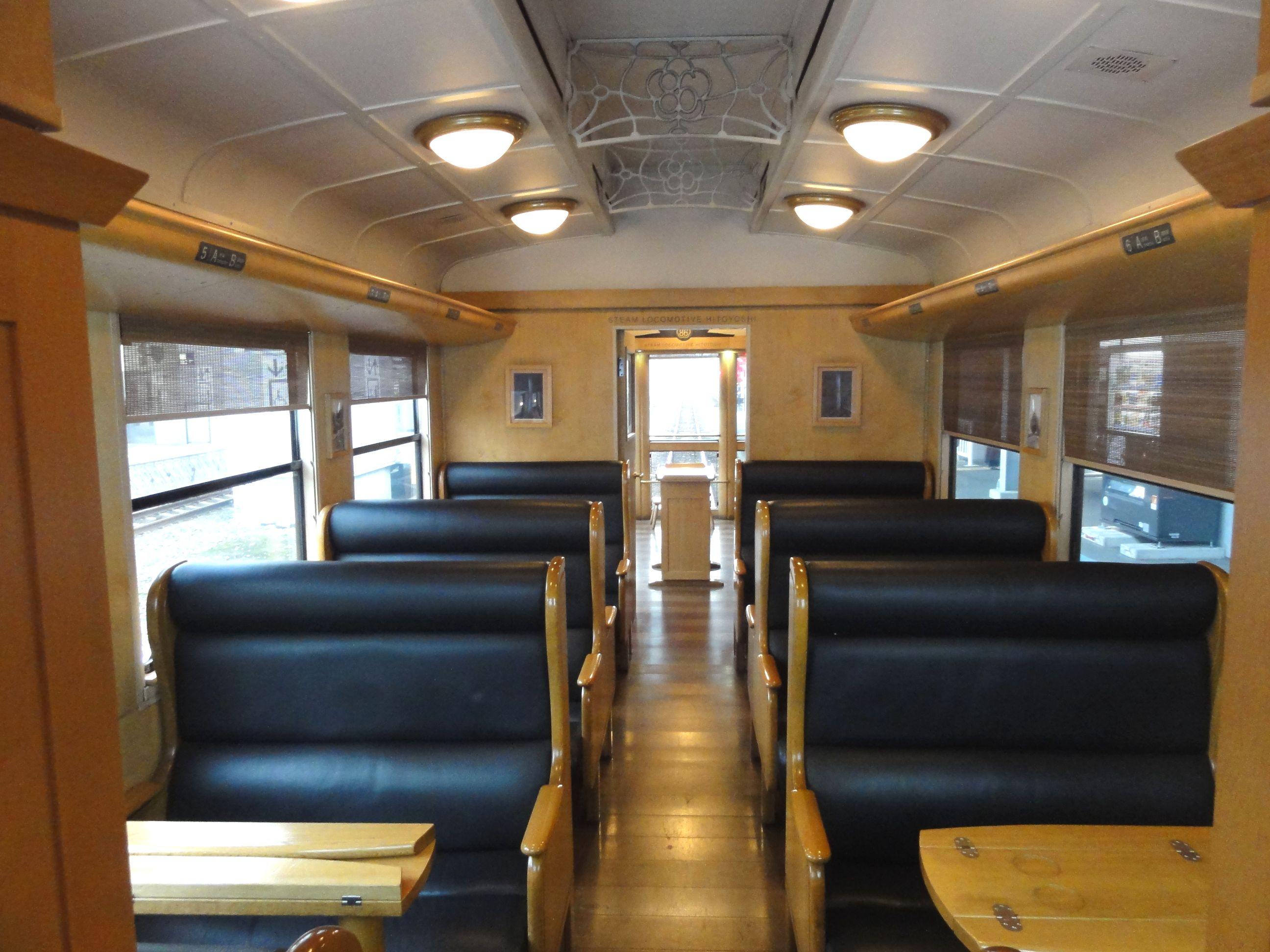
车内
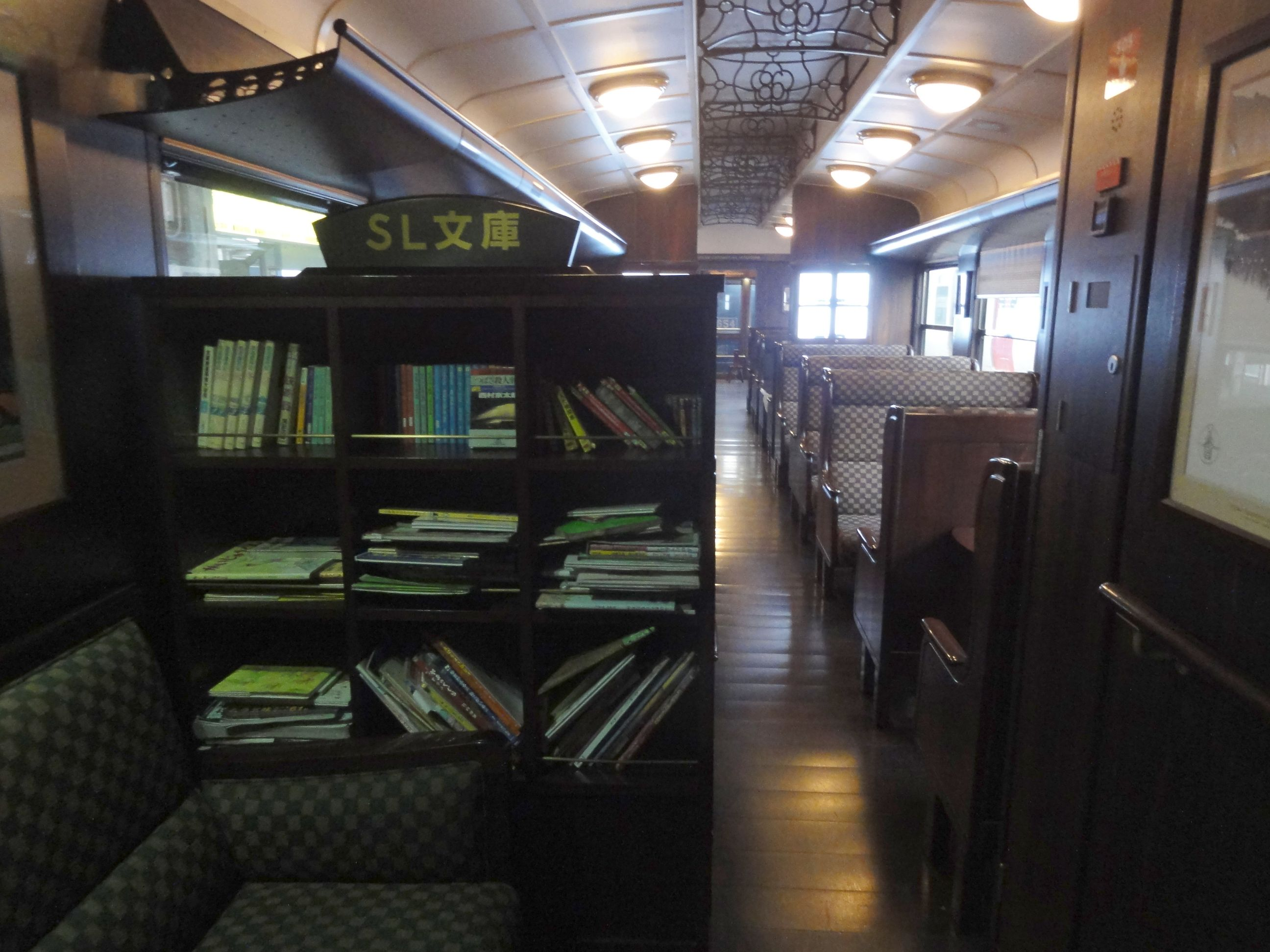
“SL文库”
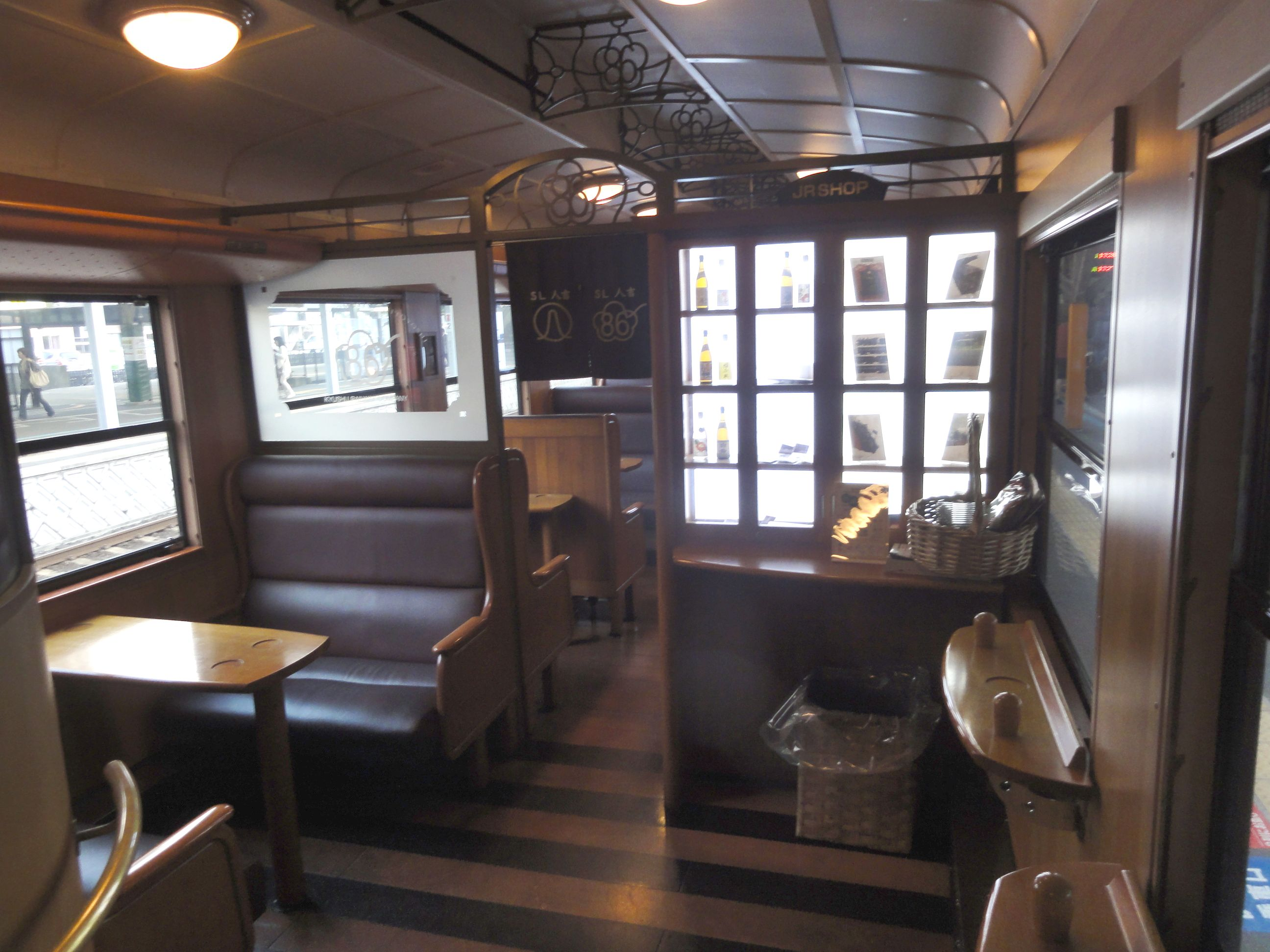
展示橱窗
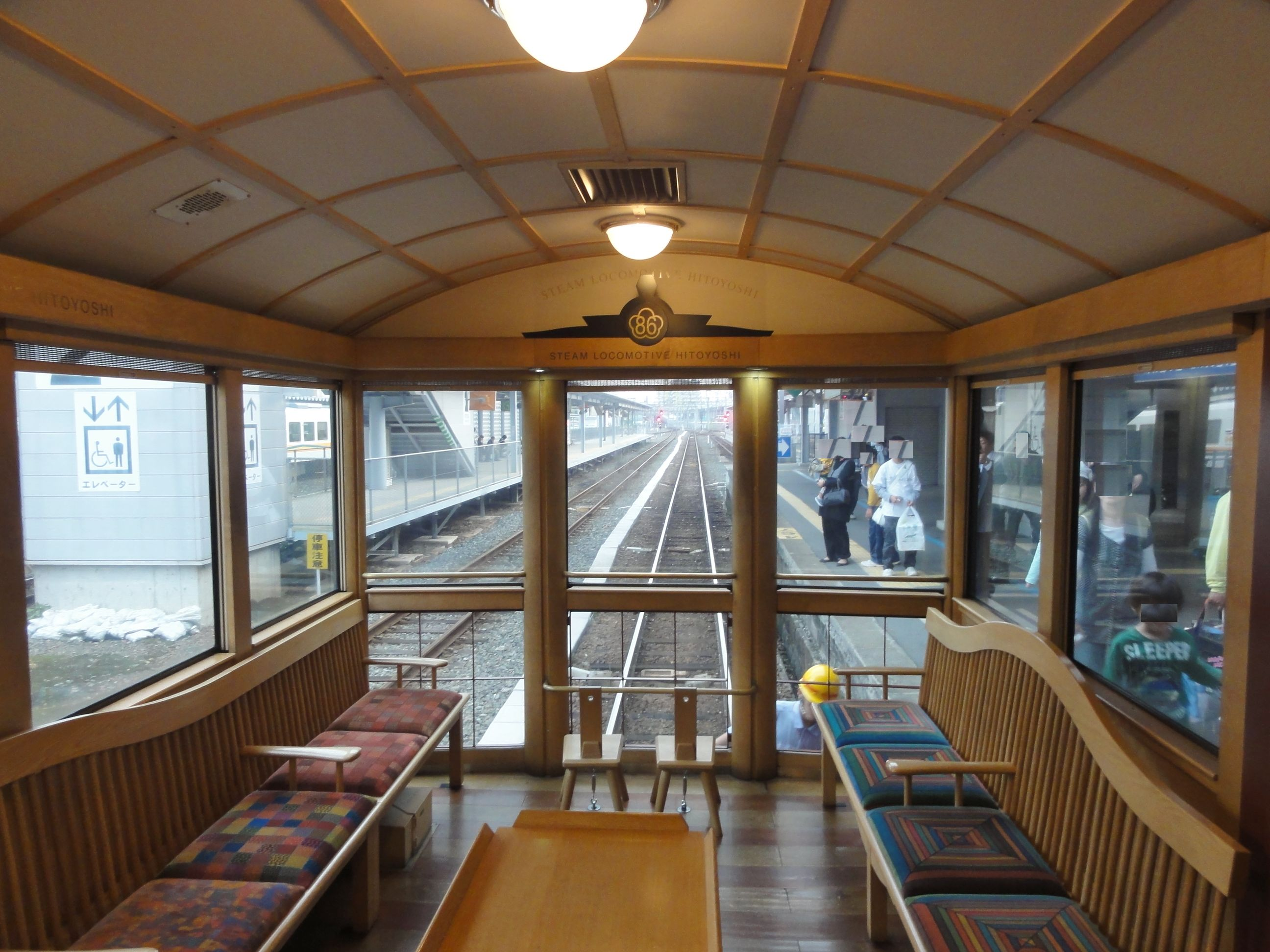
展望区

## 运行概况
主要在3月至11月的周五、周末和假日，以及暑假期间运行，每天运行1对列车。列车上午从熊本站出发，中午到达人吉站，整备后下午从人吉站发车，傍晚返回熊本站。上下行列车的所有车厢均为指定席，乘车时需要820日元（儿童半价）的指定券。使用“2枚车票”“4枚车票”等特价车票时也需要额外购买指定券；而使用“日本铁路通票”“JR九州铁路周游券”（在使用次数限制内）等面向海外观光客的车票时，则可持免费的指定券乘坐。

JR為配合《鬼滅之刃劇場版 無限列車篇》電影宣傳，SL人吉臨時改名為「SL鬼滅之刃」在2020年11月1、3、15、21以及23日進行期間限定行駛，路線從熊本站到博多站，車牌替換成「無限」。
由於該線路運行的列車國鐵8620型蒸氣機車No.58654已超過一百年的歷史，且快要達到該蒸氣機車零部件的維修上限，因此JR九州於2022年10月24日宣布，將要於2024年3月左右停止運行。
2024年3月23日傍晚，SL人吉客車在58654號機車牽引下抵達博多站，結束一般營業載客。3月24日早上，SL人吉載同受邀旅客由熊本站出發前往八代站，在八代站進行運行結束儀式，歷經101年的服役生涯正式完結。

## 停车站
熊本 - 新八代 - 八代 - 坂本 - 白石 - 一胜地 - 渡 - 人吉
此外，2005年之前运行的“SL人吉号”“内燃人吉号”还停靠川尻、宇土、松桥、有佐、濑户石站。

## 使用车辆

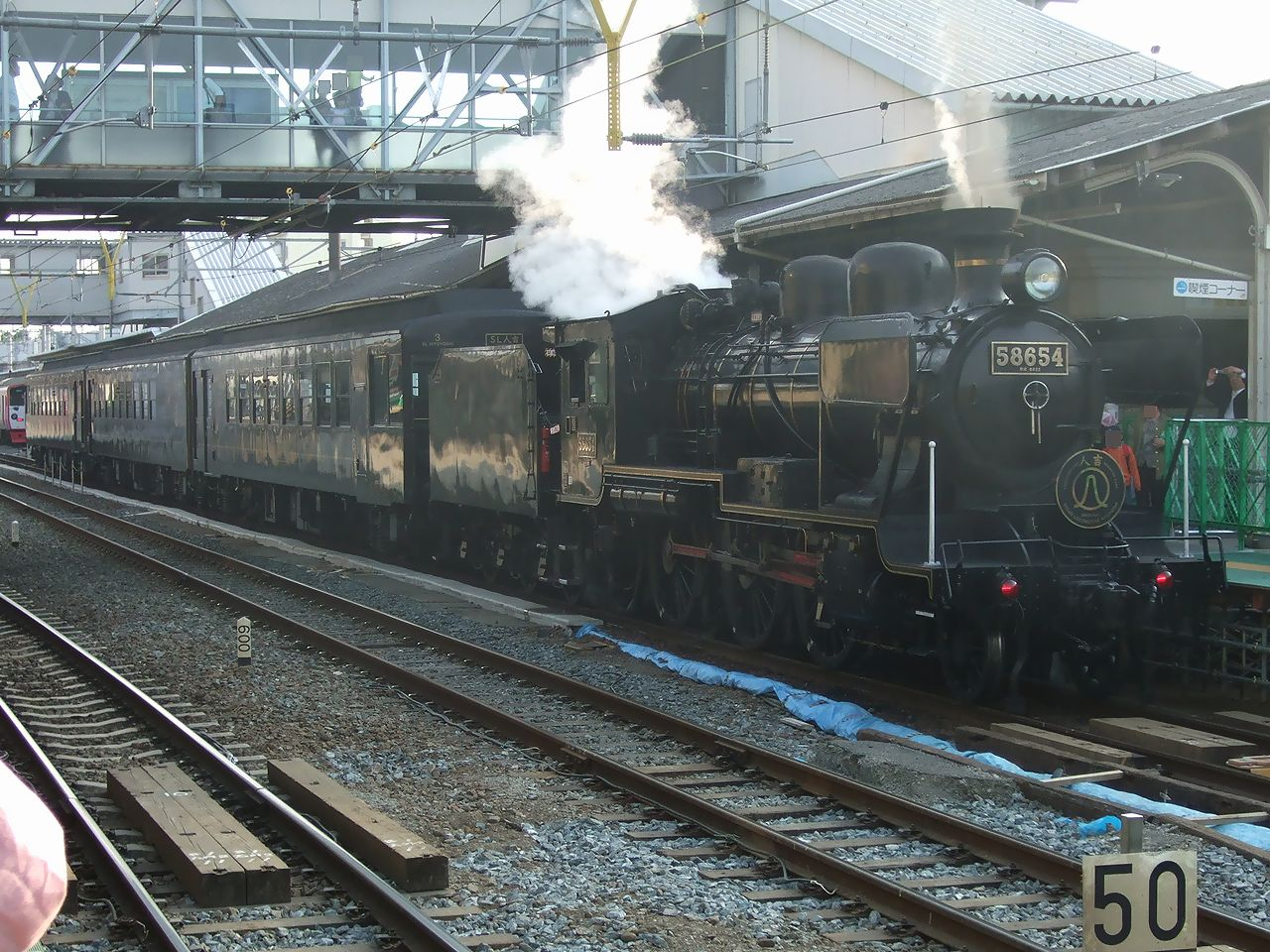
SL人吉停靠在熊本站
（摄于2009年4月29日）

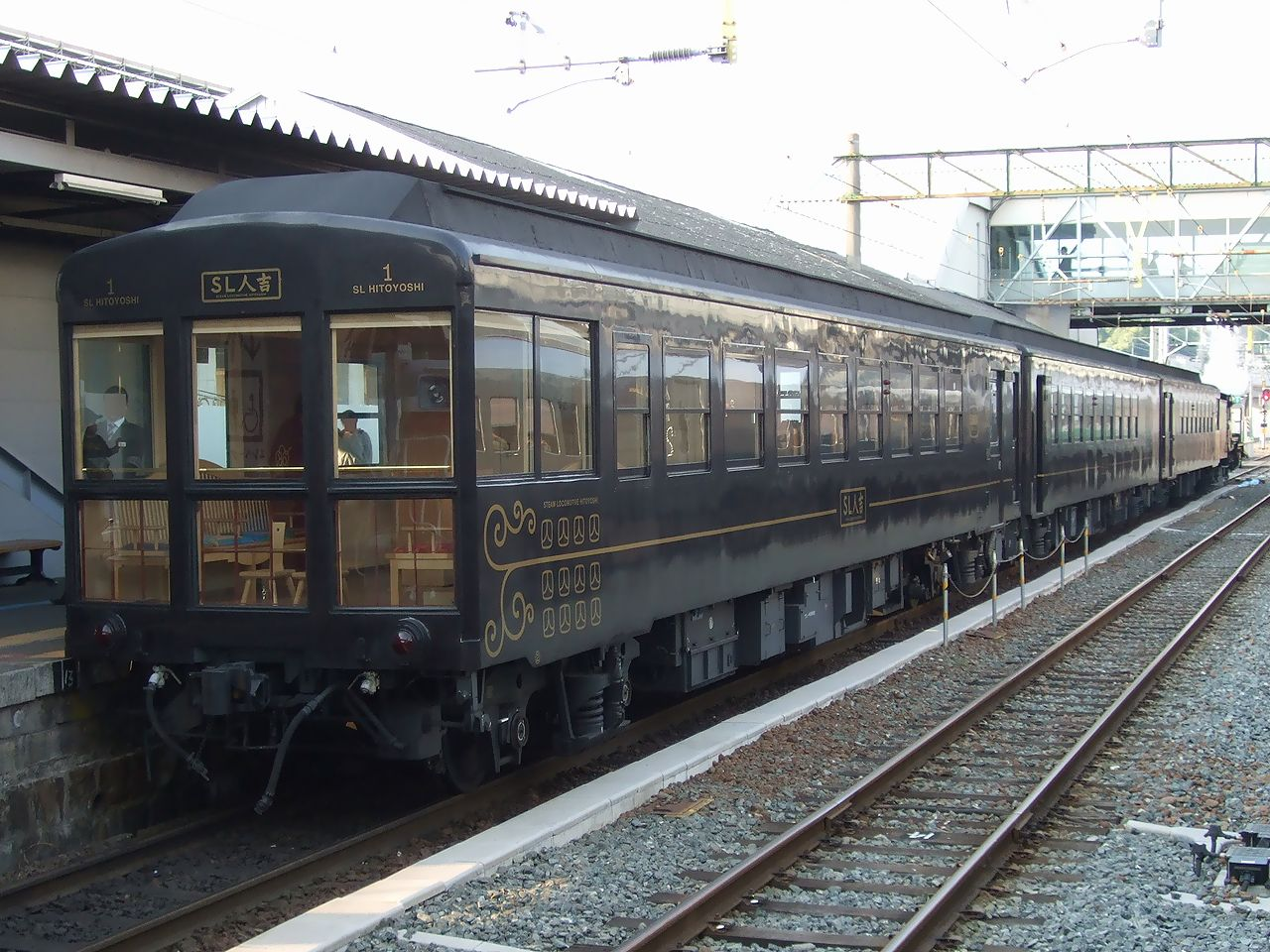
SL人吉使用的国铁50系客车
（摄于2009年4月29日）

牵引机车、客车均配属熊本铁道事业部熊本车辆中心。

### 牵引机车
使用国铁8620型蒸汽机车58654号。

### 客车
使用如下3节国铁50系700番台客车 （页面存档备份，存于），以下行方向（八代、人吉方向）第一节车厢为1号车。
- 1号车：OHaFu50 701
- 2号车：OHa50 701
- 3号车：OHaFu 50 702

1号车人吉一端与3号车熊本一端设有展望区，2号车设有吧台和商店。
新一代SL人吉的运营开始前，机车与客车均进行了更新工程，由水户冈锐治担当设计。车身改为全黑色底色并加入了SL人吉的图标，同时在两端的1、3号车下部增设窗户，从而扩大展望区的视野。在车内装修方面，车厢中部新增了蒸汽机车的展示橱窗，并且铺设了新的地板，座椅表面也进行更新，部分座椅改为真皮材质。
58654号回厂检修时，曾有由DE10型内燃机车牵引客车运行的团体列车。由于回送工厂等原因，列车也曾使用过鹿儿岛本线的货运线（阵原至门司之间）、筑丰本线等载客运营时不途径的线路。